# New Irish Farm Cemetery
New Irish Farm Cemetery is een Britse militaire begraafplaats met gesneuvelden uit de Eerste Wereldoorlog, gelegen in het Belgische dorp Sint-Jan. De begraafplaats werd ontworpen door Reginald Blomfield en heeft een oppervlakte van 14.728 m². Ze ligt een kilometer ten noorden van het dorpscentrum en wordt onderhouden door de Commonwealth War Graves Commission. De grote bijna rechthoekige begraafplaats heeft een toegangsgebouw met een boogpoort geflankeerd door twee schuilruimtes. Hiervandaan loopt een pad naar de Stone of Remembrance, die centraal staat. Aan de noordkant staat het Cross of Sacrifice. De begraafplaats is in verschillende niveaus aangelegd en wordt gedeeltelijk omgeven door een bakstenen muur.
Er worden 4.716 doden herdacht, waarvan 3.267 niet meer geïdentificeerd konden worden.

## Geschiedenis
Gedurende de oorlog lag het gebied aan de Ieperboog. In augustus 1917 begon men met de aanleg van de begraafplaats, toen het gebied door de geallieerde opmars veilig werd. De begraafplaats lag in de nabijheid van een boerderij die door de Britten "Irish Farm" werd genoemd. Eerder lag er vlakbij ook al een Irish Farm Cemetery. Men gebruikte de begraafplaats tot november 1917 en ook in april en mei 1918. Aan het einde van de oorlog bevonden er zich 73 graven. Daarna werd de begraafplaats uitgebreid met meer dan 4.500 gesneuvelden uit de slagvelden in de omgeving en met graven die werden overgebracht uit ontruimde kleine begraafplaatsen. Deze graven waren afkomstig van Admiral's Cemetery, Fusilier Farm Cemetery, Fusilier Farm Road Cemetery, Glimpse Cottage Cemetery, Mirfield Cemetery, Paratonniers Farm Cemetery en Pilckem Road Cemetery in Boezinge, Comedy Farm Cemetery, Ferdinand Farm Cemetery en Francois Farm Cemetery in Langemark, La Miterie German Cemetery in Lomme, Cross Roads Cemetery, Irish Farm Cemetery, St. Jean Churchyard en Yorkshire Cemetery, Zouave Villa in Sint-Jan, Canopus Trench Cemetery, Spree Farm Cemetery en Vanheule Farm Cemetery in Sint-Juliaan en Manor Road Cemetery in Zillebeke.
Er rusten nu  4.356 Britten, 258 Canadezen, 65 Australiërs, 23 Nieuw-Zeelanders, 6 Zuid-Afrikanen, 7 Indiërs en 1 Duitser. Er liggen ook 7 Chinese arbeiders begraven die werkzaam waren bij het Chinese Labour Corps en ingelijfd waren bij de Britse troepen. Dertig slachtoffers worden herdacht met een Duhallow Block omdat zij oorspronkelijk begraven waren in vier van de bovengenoemde begraafplaatsen maar verloren zijn gegaan bij latere oorlogshandelingen. Voor 38 andere slachtoffers werden Special Memorials opgericht omdat hun graven niet meer gelokaliseerd konden worden en men aanneemt dat ze zich onder de naamloze graven bevinden.
De begraafplaats werd in 2009 als monument beschermd.

## Graven
- Op 4 april 2016 werden vier slachtoffers uit de Eerste Wereldoorlog met militaire eer herbegraven. Zij werden tijdens archeologische opgravingen gevonden. Een van hen behoorde bij de Kings Own Scottish Borderers (KOSB), een ander bij de Rifle Brigade en een derde bij het Royal West Kent Regiment. Hun namen en rang zijn niet bekend. Van een vierde slachtoffer kon men geen gegevens achterhalen.
- Op 18 april 2018 werden zeven slachtoffers uit de Eerste Wereldoorlog met militaire eer herbegraven. Zij werden tijdens archeologische opgravingen gevonden. Een van hen kon geïdentificeerd worden als Henry John Innes Walker, een Nieuw-Zeelander die als kapitein bij het Royal Warwickshire Regiment dienst deed.
- Charles Lindsay Claude Bowes-Lyon, luitenant bij de Black Watch (Royal Highlanders) was een neef van de Britse koningin-moeder Elizabeth Bowes-Lyon.

### Onderscheiden militairen
- J. Falvey Beyts, luitenant-kolonel bij de Durham Light Infantry; John Edmund Valentine Isaac, kapitein bij de Rifle Brigade en William Elmer Reymes-Cole, kapitein bij de Royal Munster Fusiliers werden onderscheiden met de Distinguished Service Order (DSO).
- Frank Elliot Belchier, kapitein bij het East Lancashire Regiment, Felix George Buckley, kapitein bij de Northumberland Fusiliers  en Clement Joseph Gandy, onderluitenant bij de Royal Engineers werden onderscheiden met het Military Cross (MC).
- William Hunter Clements, onderluitenant bij de Royal Inniskilling Fusiliers werd onderscheiden met de Meritorious Service Medal (MSM).
- P. Timoney, compagnie sergeant-majoor bij de Cameronians (Scottish Rifles), Arthur William Booth, sergeant bij de King's Own Yorkshire Light Infantry en H. Jempson, korporaal bij het Gloucestershire Regiment werden onderscheiden met de Distinguished Conduct Medal (DCM).
- verder ontvingen nog 24 lagere militairen de Military Medal (MM).

### Minderjarige militairen
- soldaat John Lancelot Andrews van de Australian Infantry, A.I.F. was 16 jaar toen hij op 26 september 1917 sneuvelde.
- de schutters Gavin Browning Cathcart en Thomas Harold Evans en de soldaten David Mitchell en I. Strauss waren 17 jaar toen ze sneuvelden.

### Alias
- soldaat G.B. Wharton diende onder het alias F. Curry bij de Canadian Infantry.